# Dinocras cephalotes
Dinocras cephalotes és una espècie d'insecte plecòpter pertanyent a la família dels pèrlids.

## Descripció
- Arriba a fer uns 5 cm de llargària total.[3]
- El seu cicle de vida dura tres anys, dels quals gairebé un any és emprat en l'embriogènesi.
- El seu creixement arriba a un màxim a l'estiu i es redueix a pràcticament zero a l'hivern.[4]

## Reproducció
A baixes temperatures, els ous poden romandre en un estat de latència de gairebé un any tot esperant millors condicions ambientals abans de descloure's.

## Alimentació
Es tracta d'una espècie depredadora, nocturna, amb una estratègia de caça a l'aguait i un dels invertebrats carnívors més grossos d'aigua dolça de tot Europa, el qual té un paper molt important en l'estructura tròfica dels petits rierols que manquen de peixos (com ara, els dels Apenins). La seua dieta inclou detritus vegetals, principalment en els estadis més petits, i larves d'insectes (sobretot, Baetis rhodani i quironòmids).

## Hàbitat
En el seu estadi immadur és aquàtic i viu als rius pedregosos i d'aigües ràpides, mentre que com a adult és terrestre i volador.

## Distribució geogràfica
Es troba a Europa: Àustria, els estats bàltics, Bèlgica, Bulgària, Txèquia, Eslovàquia, Dinamarca, Finlàndia, França, Alemanya, la Gran Bretanya, Hongria, Irlanda, Itàlia, els Països Baixos, Noruega, Polònia, Romania, Rússia, l'Estat espanyol (incloent-hi la conca del riu Ebre -conca del Segre, etc.-), Suècia, Suïssa, Ucraïna i els territoris de l'antiga Iugoslàvia. A la península Ibèrica es troba entre 40 i 2.800 m d'altitud

## Observacions
És una espècie emprada com a bioindicador perquè la seua presència és sinònim d'hàbitats amb un alt valor en l'índex biòtic. Així, i com a exemple, ha estat trobada a 20 trams pertanyents a 14 rius diferents de la conca del riu Ebre (entre 503 i 1.145 m d'altitud), el 70% dels quals gaudien d'una qualitat molt bona, un 20% bona i el 10% restant moderada.